# Joan Fontanet i Coll
Joan Fontanet i Coll (Sabadell, 1754-1829) fou un pagès i batlle de Sabadell.

## Biografia
Joan Fontanet era un pagès de la vila que treballà molts anys com a pagès en terres de la seva propietat. Fou nomenat alcalde de Sabadell per la Reial Audiència de Barcelona, el 12 de febrer de 1801, càrrec que exercí durant dos anys. No era el primer de la família a ocupar un càrrec públic, ja que des del segle xvii, quan els Fontanet s'establiren a Sabadell, van participar activament en l'administració local, com a consellers, regidors o batlles.
El carrer de Fontanet es començà a construir el 1908 i restà innominat fins al 1910, quan l'Ajuntament, a proposta de Pau Gambús, aprovà donar el nom de Fontanet a un carrer de la ciutat, al barri de la Creu Alta.